# Ладзиці (гміна)
Гміна Ладзіце (пол. Gmina Ładzice) — сільська гміна у центральній Польщі. Належить до Радомщанського повіту Лодзинського воєводства.
Станом на 31 грудня 2011 у гміні проживало 4899 осіб.

## Площа
Згідно з даними за 2007 рік площа гміни становила 82.72 км², у тому числі:
- орні землі: 73.00%
- ліси: 19.00%

Таким чином, площа гміни становить 5.73% площі повіту.

## Населення
Станом на 31 грудня 2011:
| Опис     | Загалом | Загалом | Чоловіки | Чоловіки | Жінки | Жінки |
| -------- | ------- | ------- | -------- | -------- | ----- | ----- |
| одиниця  | осіб    | %       | осіб     | %        | осіб  | %     |
| все      | 4899    | 100     | 2527     | 51.58    | 2372  | 48.42 |
| міське   | 0       | 100     | 0        |          | 0     |       |
| сільське | 4899    | 100     | 2527     | 51.58    | 2372  | 48.42 |

## Сусідні гміни
Гміна Ладзіце межує з такими гмінами: Добришице, Крушина, Льґота-Велька, Нова Бжежниця, Радомсько, Радомсько, Стшельце-Вельке.